# Paraerrina decipiens
Paraerrina decipiens is een hydroïdpoliep uit de familie Stylasteridae. De poliep komt uit het geslacht Paraerrina. Paraerrina decipiens werd in 1942 voor het eerst wetenschappelijk beschreven door Broch. 